# Hana to Akuma
Hana to Akuma (花と悪魔 lit. Hana y el demonio?) es una serie manga escrita e ilustrada por Hisamu Oto. Ha sido publicada en la revista Hana to Yume, de la editorial Hakusensha, desde 2007 a 2010, siendo recopilada en diez volúmenes tankōbon.

## Argumento
Hace varios años, el demonio Bibi decidió abandonar el reino de los demonios e ir a vivir al mundo humano para matar el tiempo. Un año después, frente a la puerta de su mansión, encontró a un bebé abandonado; y llevado por un capricho decidió quedárselo. Años más tarde, ese capricho se ha convertido en algo más problemático, pues el bebé es ahora una dulce chica de catorce años llamada Hana, quien siempre anda a su alrededor. Bibi se ha dado cuenta de que su apacible y letárgica vida en la Tierra ya no será tan simple como suponía.

## Personajes
Hana (はな?)
Hana es el nombre de la bebe encontrada hace 14 años por Bibi. Su nombre hace referencia a su «sonrisa como una flor». Bibi la encontró en un día de nieve y por puro capricho decidió quedársela, tras 14 años de cuidado, ella parece haber desarrollado amor por él. Hana tiene la costumbre de regalar todos los días flores a Bibi. En cierto momento, se toma una pócima que la transforma en Nigou, una versión de 17 años de ella. Se lleva bien con Klaus, aunque no se podría decir con seguridad si es mutuo. Tiene por mascotas a un pequeño gato negro que encontró en la mansión; y un ave hecha por Bibi de su propia sombra, para que la acompañe cuando no está. Hana no sabe sus verdaderos sentimientos hacia Bibi hasta que los descubre cuando Ranko-chan entra en juego.
BiBi (ビビ Bibi?)
Bibi es un demonio de 200 años, y su posición en el mundo de los demonios es la de duque. Es un descendiente directo de Lucifer. Encontró a Hana en la entrada a su castillo y decidió quedársela por puro capricho. Bibi presenta sentimientos hacia Hana y cuando ella es Nigou (una versión mayor de ella), siente inquieto su corazón e intenta besarla, aunque no sabe que ese sentimiento se llama amor. A pesar de que intenta no demostrarlo, expresa celos cuando Hana besa a otro ser.
Toni (トーニ?)
Toni es también es un demonio de 200 años y el mayordomo personal de Bibi Fue amarrado y traído a la fuerza al mundo de los humanos por el propio Bibi . Ayuda a Bibi a criar a Hana.
Felton ((フェルテン Feruten?)
Felton es otro demonio, de personalidad alegre y pícara. Es el mejor amigo de Bibi. Le encanta conquistar a las chicas y se resiste a su compromiso con Eleanor. También es el cómplice de Hana cuando ella quiere hacer algo con Bibii y este no quiere. Fue el primer demonio que el consejo de ancianos del Inframundo mando al mundo de los humanos para traer de vuelta a Bibi, pero terminó quedándose a vivir con él. Aunque no lo demuestra al principio el ama a Eleonor y esa es la razón de que la tratara diferente de las demás chicas, alegando que ella era especial para el e intentaba alejarla para no lastimarla como su padre le hizo a su madre siéndole infiel con una mujer más joven. Al final se da cuenta de lo mucho que ama a Eleonor y se casa con ella.
Eleanor (エリノア Erinoa?)
Eleanor es la prometida de Felton. Es impulsiva y, a la vez, de carácter muy fuerte. Siempre se pone celosa cuando ve a Felton con otra mujer, pero en realidad se siente triste porque cree que no la quiere, aunque en realidad Felton si la quiere. Es la hermana gemela de Klaus, se da a entender que unos años después de la boda de Hana y Bibi por fin logra casarse con Felton.
Rosemary (ローゼマリー Rōzemarī?)
Rosemary es la prometida de Bibi. Es de un carácter serio y sereno, y parece no llevarse muy bien con Bibi. Solo se quiere casar con él por el puesto que tiene Bibi en el mundo de los demonios. Sin embargo, al final se enamora Bibi, ya que no canceló el compromiso aun cuando ya había restaurado la posición de su familia. Aunque no quiere admitirlo, solo desea que Bibi tenga ojos para ella.
Klaus (クラウス Kurausu?)
Klaus es un demonio a cargo de Varón y el hermano gemelo de Eleanor. Él y Bibi no se han llevado bien desde niños, ya que Bibi no aprovechaba las oportunidades que se les daba y Klaus le envidiaba por ello. Él siempre lleva consigo una piruleta y siempre termina engañando a Hana. Cuando conversa con ella, parece que no le presta atención pero en realidad si lo hace.
Lucifer (ルシフェル Rushiferu?)
Vivi es descendiente directo de Lucifer. Es muy alegre pero a la vez muy perverso, ya que ha torturado desde niño a Vivi. Trató de hacer a Nigou (Hana cuando toma una pócima) su esposa, aunque solo lo hizo para poner celoso a Vivi. En los últimos capítulos los invita a su fiesta de cumpleaños donde provoca que Hana se de cuenta de sus sentimientos y termine llorando encima de él, después de aconsejarla la besa intencionalmente para provocar a Vivi y que estos aclaren sus sentimientos. 
Momo Tanizaki (谷崎桃 Tanizaki Momo?)
Momo es amigo de Hana. Sus padres se enrgan de vender flores, y esa es la razón por la que conoció a Hana. Él y Hana se llevan muy bien, pero con Vivi no tanto debido a que pasa mucho tiempo con ella y eso lo enfurece. Más le enfurece cuando confundió una caída de Hana sobre él con un beso, mostrando sus celos.

## Media

### Manga
Hana to Akuma se inició como un manga creado por Hisamu Oto, que comenzó su publicación en la revista Hana to Yume, de la editorial Hakusensha, el día 5 de abril de 2007 y con publicación intermitente. Pero no fue hasta el 20 de enero]] de 2008 que comenzó a serializarse regularmente, y terminó el día 5 de diciembre de 2010. La serie se recopila en 10 tankōbon desde marzo de 2011. También ha sido publicada en Francia por Panini Comics.
| Volumen | Fecha de publicación    | ISBN                   |
| ------- | ----------------------- | ---------------------- |
| 1       | 19 de febrero de 2008   | ISBN 978-4-592-18551-2 |
| 2       | 19 de agosto de 2008    | ISBN 978-4-592-18552-9 |
| 3       | 19 de diciembre de 2008 | ISBN 978-4-592-18553-6 |
| 4       | 17 de abril de 2009     | ISBN 978-4-592-18554-3 |
| 5       | 17 de julio de 2009     | ISBN 978-4-592-18555-0 |
| 6       | 19 de noviembre de 2009 | ISBN 978-4-592-18556-7 |
| 7       | 19 de abril de 2010     | ISBN 978-4-592-18557-4 |
| 8       | 19 de agosto de 2010    | ISBN 978-4-592-18558-1 |
| 9       | 17 de diciembre de 2010 | ISBN 978-4-592-18559-8 |
| 10      | 18 de marzo de 2011     | ISBN 978-4-592-18500-0 |